# إيميل كنوفيناغل
إيميل كنوفيناغل (بالألمانية: Heinrich Emil Albert Knoevenagel) (مواليد 18 يونيو 1865 - وفيات 11 أغسطس 1921) هو عالم كيمياء ألماني. بنسب إلى هذا العالم التفاعل الاسمي تكاثف كنوفيناغل.

## حياته
ولد إيميل كنوفيناغل بالقرب من مدينة هانوفر ودرس في جامعتها الكيمياء سنة 1884؛ ثم انتقل إلى جامعة غوتينغن سنة 1886 حيث عمل تحت إشراف فيكتور ماير Victor Meyer ليحصل على الدكتوراة سنة 1889. بعد ذلك انتقل إلى جامعة هايدلبرغ وتخصص في مجال الكيمياء العضوية
توفي إيميل كنوفيناغل سنة 1921 في برلين.

## اقرأ أيضاً
- فالتر ريبه